# Roncenac
Roncenac (en francès Ronsenac) és un municipi francès situat al departament del Charente i a la regió de la Nova Aquitània. L'any 2007 tenia 548 habitants.

## Demografia

### Població
El 2007 la població de fet de Ronsenac era de 548 persones. Hi havia 228 famílies de les quals 48 eren unipersonals (28 homes vivint sols i 20 dones vivint soles), 108 parelles sense fills, 64 parelles amb fills i 8 famílies monoparentals amb fills.
La població ha evolucionat segons el següent gràfic:
Habitants censats

### Habitatges
El 2007 hi havia 283 habitatges, 232 eren l'habitatge principal de la família, 33 eren segones residències i 17 estaven desocupats. 263 eren cases i 17 eren apartaments. Dels 232 habitatges principals, 176 estaven ocupats pels seus propietaris, 49 estaven llogats i ocupats pels llogaters i 7 estaven cedits a títol gratuït; 11 tenien dues cambres, 28 en tenien tres, 83 en tenien quatre i 110 en tenien cinc o més. 134 habitatges disposaven pel capbaix d'una plaça de pàrquing. A 100 habitatges hi havia un automòbil i a 119 n'hi havia dos o més.

### Piràmide de població
La piràmide de població per edats i sexe el 2009 era:
| Homes | Edats   | Dones |
| ----- | ------- | ----- |
| 0     | 95 o +  | 0     |
| 0     | 90 a 94 | 0     |
| 4     | 85 a 89 | 0     |
| 4     | 80 a 84 | 0     |
| 8     | 75 a 79 | 16    |
| 12    | 70 a 74 | 24    |
| 28    | 65 a 69 | 12    |
| 8     | 60 a 64 | 16    |
| 16    | 55 a 59 | 12    |
| 16    | 50 a 54 | 12    |
| 36    | 45 a 49 | 28    |
| 20    | 40 a 44 | 24    |
| 24    | 35 a 39 | 8     |
| 8     | 30 a 34 | 16    |
| 20    | 25 a 29 | 12    |
| 32    | 20 a 24 | 8     |
| 20    | 15 a 19 | 20    |
| 28    | 10 a 14 | 12    |
| 8     | 5 a 9   | 4     |
| 8     | 0 a 4   | 12    |

## Economia
El 2007 la població en edat de treballar era de 367 persones, 252 eren actives i 115 eren inactives. De les 252 persones actives 228 estaven ocupades (124 homes i 104 dones) i 24 estaven aturades (10 homes i 14 dones). De les 115 persones inactives 47 estaven jubilades, 24 estaven estudiant i 44 estaven classificades com a «altres inactius».

### Ingressos
El 2009 a Ronsenac hi havia 236 unitats fiscals que integraven 563,5 persones, la mediana anual d'ingressos fiscals per persona era de 15.825 €.

### Activitats econòmiques
Dels 22 establiments que hi havia el 2007, 1 era d'una empresa extractiva, 5 d'empreses de fabricació d'altres productes industrials, 3 d'empreses de construcció, 2 d'empreses de comerç i reparació d'automòbils, 1 d'una empresa de transport, 2 d'empreses d'hostatgeria i restauració, 1 d'una empresa d'informació i comunicació, 1 d'una empresa financera, 4 d'empreses de serveis, 1 d'una entitat de l'administració pública i 1 d'una empresa classificada com a «altres activitats de serveis».
Dels 6 establiments de servei als particulars que hi havia el 2009, 1 era una oficina de correu, 1 taller de reparació d'automòbils i de material agrícola, 1 paleta, 1 guixaire pintor, 1 fusteria i 1 perruqueria.
L'any 2000 a Ronsenac hi havia 23 explotacions agrícoles que ocupaven un total de 1.185 hectàrees.

## Equipaments sanitaris i escolars
El 2009 hi havia una escola elemental integrada dins d'un grup escolar amb les comunes properes formant una escola dispersa.

## Poblacions més properes
El següent diagrama mostra les poblacions més properes.